# Antoni Nicolau

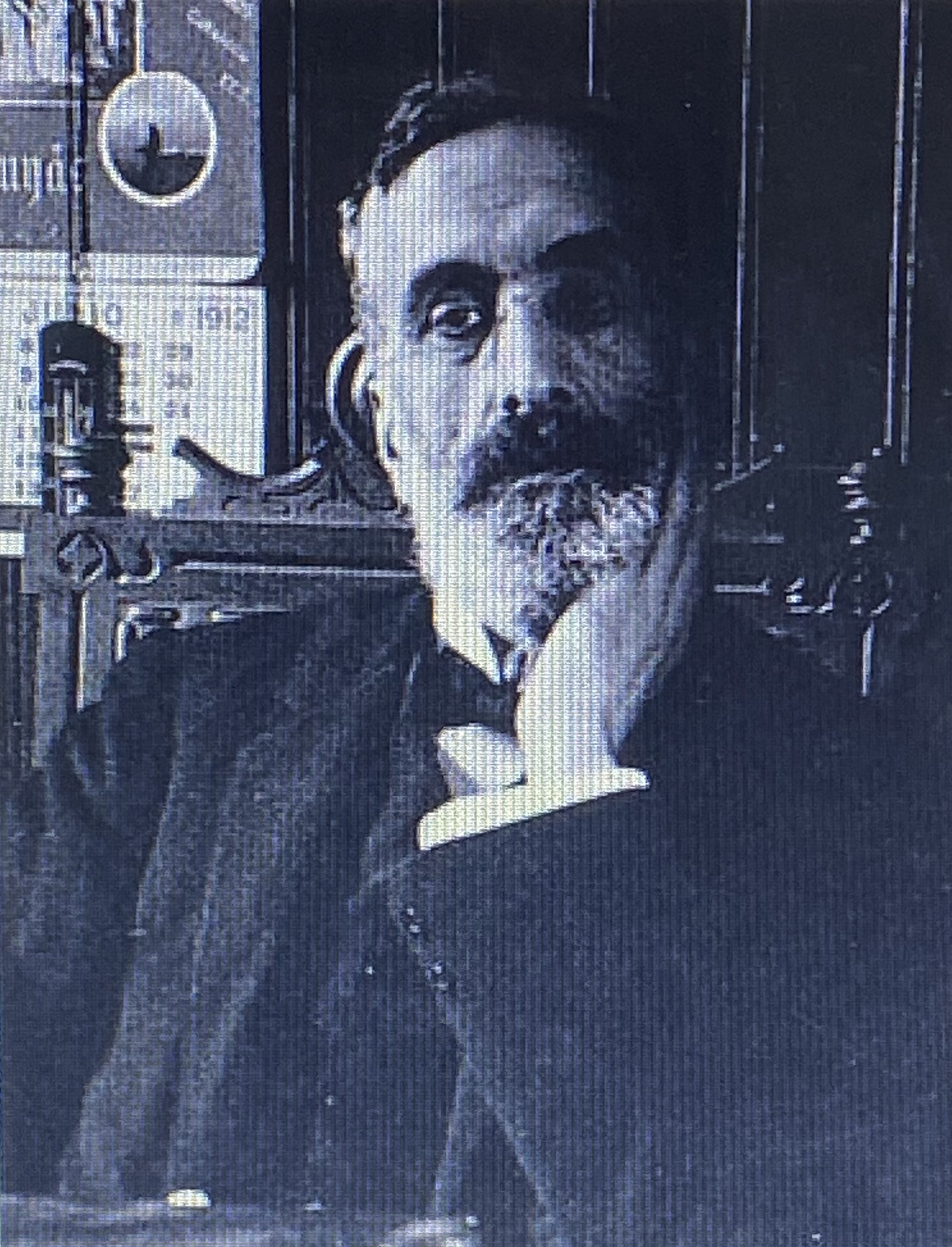
Compositor, director y pedagogo del siglo XIX

Antoni Nicolau Parera (Barcelona, 8 de junio de 1858-26 de febrero de 1933) fue un compositor y director de de música español del siglo XIX. Alumno de Juan Bautista Pujol, llegó a ser director de la escuela municipal de Barcelona y fue colaborador muy activo de del Orfeón Catalán. Fue representante e integrante del renacimiento musical de Cataluña. Sus obras corales son especialmente destacables y reflejan sólidas cualidades técnicas y estilísticas.

## Biografía
En un principio, inició sus estudios en la especialidad de medicina, no obstante los abandonó, siguiendo los consejos de su profesor de piano Joan B. Pujol, para dedicarse enteramente a la disciplina musical. Por tanto, estudió armonía y composición en Barcelona, dando sus clases en el Conservatorio del Liceo y teniendo como profesor a Gabriel Balart.
Con respecto a sus primeras obras, cabe señalar una Fantasía para piano, compuesta en base de los motivos musicales que caracterizan a la ópera "Roberto el Diablo" y a la "Sinfonía Athalia". Dicha fantasía fue estrenada en 1876, en el Teatro del Liceo y compuesta por Nicolau a la edad de 17 años.
Tras este estreno, dos años adelante, mostró al público una escena dramática titulada "La tempestat" y varios fragmentos de su siguiente ópera "Constanza".

### Años en París
Cabe señalar que también obtuvo una beca de la Diputación de Barcelona, posibilitando su marcha a París, donde vivió siete años de su vida (1878 – 1885).
Fue allí donde Francia pudo disfrutar de otras de sus composiciones, el poema sinfónico "El triomf de Venus", compuesta en 1882. Tras esta pieza, pueden señalarse otras de importancia como es la leyenda bretona "Hénora" y otro poema sinfónico, "Spes", el cual fue compuesto para inaugurar la Exposición de Boston.
Fue en este momento cuando regresó a Barcelona y adquirió una gran fama como director de orquesta (Societat Catalana de Concerts) en los conciertos realizados para la Cuaresma del Gran Teatro del Liceo. Del mismo modo destaca en el Teatre Líric, de 1892, en el Teatro Principal, de 1893 y en los conciertos acontecidos en los teatros Eldorado y Novedades.
Fue en su etapa como director de orquesta, donde Francia pudo reconocer la interpretación de las nueve sinfonías de Beethoven, el "Réquiem" y "La condenación de Fausto" de Berlioz, la escena de la consagración de "Parsifal", numerosas fracciones de obras de Wagner, preludios de "Tristán e Isolda" y también de la obra "Los maestros cantores", e incluso "Sigfrido", y obras (sinfonías en general) de Mendelssohn y Schumann.

### Vuelta a Barcelona
La orquesta de Barcelona se preparó junto a Nicolau el estreno de "Tristán e Isolda", así como "Mireille" de Gounod, invitando a Richard Strauss para ser el director en ciertas piezas musicales (poemas sinfónicos). Además, suscitó a un gran número de compositores españoles como Pedrell, Albéniz o Granados, entre otros, y colaboró con grandes pianistas del momento como Isaac Albéniz o Vidiella.
También destacó en el campo de la composición teatral. Muestra de esto recae en su ópera "Un rapto", estrenada en Madrid en 1887 y "Corazón de fuego", estrenada tres años más tarde que la anterior, en Barcelona, en el Teatro Tívoli.
Según los críticos musicales del momento, Antoni Nicolau fue uno de los grandes directores y compositores del momento que no solo destacó en estos aspectos sino también que fue uno de los que favorecieron un nuevo gusto musical en el público catalán. Por otro lado, también fue un pedagogo de gran nivel y reconocido desde que fue el director de la Escola Municipal de Música de Barcelona durante 34 años (1896 – 1930).
El Orfeó Català fue el partícipe en un gran número de conciertos realizados por Nicolau, participando como coro en ciertas obras relevantes como "Parsifal" de Wagner, el "Réquiem" de Berlioz o "La Novena Sinfonía" de Beethoven. Por tal motivo, Antoni Nicolau se dedicó a la composición para la institución, hecho que provocó un cambio significativo en su lenguaje musical compositivo, puesto que se centró más en el folclore catalán de sus raíces que en la composición orquestal. De esta forma compuso varias obras que confirmaron su nueva literatura catalana, como fueron "El noi de la mare" o "La mort de l’escolà", ayudando a su nueva imagen de la “escuela del Orfeó Català”.
Dicha forma de componer se alargó hasta 1930, año en el que se alejó de su labor pedagógica, así como de la Escuela Municipal de Música de Barcelona.

## Obra
Tal y como se ha explicado en la biografía con anterioridad, para el estudio de su obra es indispensable reconocer dos inclinaciones en su composición: la composición operística y sinfónica, por un lado, y la centrada en la literatura coral catalana, por otro lado. No obstante, se remarca el ambiente del momento dentro de sus composiciones.
Antoni Nicolau fue un gran músico y un brillante compositor desde sus inicios a los 17 años con su "Sinfonía Athalia". Sin embargo, se muestra una inmadurez, obviamente por la edad de composición, que fue desarrollándose a medida que avanzaba en sus años en París, siguiendo el lenguaje compositivo anterior a la escuela de César Franck y el impresionismo.
Siguiendo estas teorías mencionadas, es necesario remarcar la crítica realizada por uno de los más importantes críticos musicales del momento, Joncières, sobre una obra ya mencionada, "El triomf de Venus". Para Joncières, dicha pieza muestra un gran temperamento (folclore catalán) y un gran conocimiento de la composición orquestal del momento, otorgando a Nicolau, por tanto, un gran rango dentro de los compositores jóvenes de la música catalana de la época en cuestión.
Por otro lado, Nicolau no solo se preocupó de una composición sinfónica y operística, sino también de una composición destinada a la construcción de un teatro lírico, género que posteriormente preocupó a contemporáneos de Nicolau, como Pedrell.
Sin embargo, hay escritos que confirman, como es el caso del de Luis Arnedo, la preocupación de Antoni Nicolau por el drama lírico y su llegada como un aliento de esperanza para la proliferación del nuevo género.
Dentro del estudio de sus obras es necesario resaltar su dedicación compositiva, aproximadamente durante 1900, a la música coral a capella, la cual presenta un componente patriótico catalán, característico de la época “folclórica” de Nicolau. Pero la novedad no reside en esto, sino en la superación de las formas compositivas “clásicas”, elevando su música a un nivel culto y de gran estética musical. Para ello fue indispensable su control contrapuntístico en la composición, ya practicado en sus sinfonías.
Dicho esto, pueden señalarse varios ejemplos: en primer lugar el poema coral "El noi de la mare", el cual se compuso basándose en un poema, de nombre homónimo, de Jacint Verdaguer. En dicha pieza la música se encuadra en cada uno de los fragmentos del poema. Por otro lado, se señala "Divendres Sant", caracterizada por dos temas originales que acaban fusionándose en un único tema. Por último, remarcar "La mort de l’escolà", caracterizado por un gran contrapunto, intercalado con la melodía de la "Salve" gregoriana.
Es necesario entender y estudiar las obras corales de Antoni Nicolau, teniendo una perspectiva histórica de la época, para conseguir ofrecer un juicio totalmente objetivo de su trayectoria musical.

## Producción musical
Dentro de sus obras podemos destacar:

### Óperas
- "La Tempestat", de 1877. Un rapto, representada en Madrid en 1887.
- "Constanza", de 1878, representada en Madrid en 1878.
- "Un rapto", de 1887.
- "Corazón de fuego", de 1895, representada en Madrid en 1878.

### Orquesta
- "Sinfonía Athalia", de 1875.
- "El triomf de Venus", de 1882.
- "Himne al – legòric", de 1896.
- "Hénora", leyenda bretona, de 1880 – 1890.
- "Spes", de 1888.

### Coro
- "Himne del poeta", de 1899.
- "La mort de l’escolà", de 1900.
- "La Mare de Déu", de 1901.
- "Divendres Sant", de 1902.
- "Entre flors", de 1902.
- "El noi de la mare", de 1903.
- "Teresa", de 1903.
- "Captant", de 1904.
- "Cicle montserratí", de 1925 – 1930.
- "La mort del soldat", de 1930.
- "Cant elegíac a la memoria del Dr. Robert".

### Voz y piano
- "Cançó de Maria".
- "El mariner".
- "Fulcite me floribus".
- "La dama d’Aragó".

### Piano
- "Fantasía sobre motivos de la ópera “Roberto el Diablo”.
- "Nocturno", de 1877.

## Fondo Documental de Antoni Nicolau
El fondo documental del Orfeo de Barcelona consta de 14 partituras, de las cuales cuatro pertenecen al compositor en cuestión Antoni Nicolau. Estas son "Spes", el poema sinfónico (en el fondo se encuentra la partitura original y una reducción de la original para piano y voz9; "El triomf de Venus"; la leyenda bretona "Hénora" y una pieza musical religiosa, "La Sequentia Domine Resurectionis".